# Teodora Paleologa Sinadena
Teodora Paleologa Sinadena (in greco antico: Θεοδώρα Παλαιολογίνα Συναδηνή?, Theodora Palaiologina Synadene; fl. XIII-XIV secolo) era figlia di Costantino Paleologo e Irene Comnena Lascarina Branaina. Il padre, era fratellastro dell'imperatore bizantino Michele VIII Paleologo.

## Biografia

### Gioventù
Entrambi i genitori di Teodora morirono quando lei era giovane e non sposata, dopodiché fu cresciuta sotto la tutela del zio paterno, l'imperatore Michele VIII.

### Matrimonio e discendenza
Qualche tempo dopo essere stata accolta dallo zio, Teodora si sposò con un nobile bizantino di nome Giovanni Comneno Ducas Angelo Sinadeno, dal quale ebbe tre figli:
- Eufrosina Sinadena[4], che divenne monaca.
- Teodoro Sinadeno[5], Prōtostratōr. Sposò Eudocia Musachi[6].
- Giovanni Sinadeno[5], Mega Konostaulos. Sposò Thomais Comnena Ducaina Lascarina Cantacuzena Paleologa[7].

### Ultimi anni
Non molto tempo dopo la morte del marito, Teodora decise di creare il monastero di Bebaia Elpis ("Speranza sicura" a Costantinopoli, portando con sé la figlia Eufrosina. Nel XIV secolo scrisse il Typikon di Bebaia Elpis.
L'anno esatto della morte di Teodora non è noto, anche se si colloca certamente nel XIV secolo.